# Дзенис, Буркард
Буркард Дзенис (латыш. Burkards Dzenis; 11 июля 1879 — 17 августа 1966) — латвийский скульптор. Один из основателей профессиональной латвийской скульптуры.

## Биография
Буркард Дзенис родился 11 июля 1879 года в Дрейлиньской волости Лифляндской губернии, Российской империи (ныне — Стопиньский край Латвии). Двоюродный брат — латвийский скульптор Теодор Залькалнс.

### Годы обучения
По примеру старшего брата  Теодора поступил в Центральное училище технического рисования барона А. Л. Штиглица в Санкт-Петербурге. В это-же время здесь учились — Янис Куга, Рудольф Перле, братья Карл и Эдуард Бренцены. Буркард Дзенис успешно  закончил это известное учебное заведениев 1905 году.
Впоследствии Дзенис некоторое время совершенствовался в школе-мастерской Огюста Родена в Париже (1905) и Строгановском Центральном художественно-промышленном училище в Москве (1907).

### Начало творческого пути
Буркард Дзенис участвовал в работе петербургского латышского художественного кружка «Рукис» (1898—1905). С 1910 года, после возвращения в Ригу, Буркард Дзенис  работал учителем творческих дисциплин в рижских школах. Совместно с Я. Тилбергом был основателем Латышского общества поощрения искусств (1910).

Принимал участие в выставках с 1910 года. В ранних работах было заметно влияние Огюста Родена, таковы «Голова старика-итальянца» и «Портрет женщины» (1922). В дальнейшем обрёл свой стиль. Наиболее известные работы: «Портрет писательницы А. Бригадере» (1911), «Портрет писателя А. Саулитиса» (1911). Работал также в области декоративно-прикладного искусства, прикладной и книжной графики, почтовой миниатюры. Был автором первого варианта („неофициального“) латвийского герба 1918 года, в основу которого легли разработки Ансиса Цирулиса (три звезды и Солнце) использованные на почтовых марках и символике латышских красных стрелков.

### Руководитель отдела искусств
В 1918 году —  был подписан «Декрет Совета Народных Комиссаров о признании независимости Советской Республики Латвии», и образована Латвийская Социалистическая Советская Республика. С этого момента Буркард Дзенис  совместно с Янисом Кугой становится руководителем «Отдела искусств», созданным при Комиссариате народного просвещения.
Начинанием этой работы была организация по созданию высшего художественного образования в Латвии. И, как первая практическая работа — проектирование художественного оформления Риги к празднованию Первого Мая 1919 года .
В рамках осуществления «Ленинского плана монументальной пропаганды» Буркард Дзенис оздал первый на территории Латвии памятник Карлу Марксу, установленный в центре Риги, перед здание Горисполкома . 
Когда в конце мая 1919 года Прибалтийский ландесвер,  Железная дивизия,  и белогвардейские формирования под командованием князя Ливена вытеснили из Риги подразделения Красной Армии Латвийской Советской Республики— монумент Карлу Марксу был демонтирован.

### Зрелые годы
Из монументальной  скульптуры Буркарда Дзениса следует выделить: памятник Яну Розенталю у здания Латвийского национального художественного музея (1936 год).
Создаёт надгробные памятники — Э. Дарзиню (Рига, 1913), Юрису Алунану (Елгава, 1913), Рудольфу Блауманису (Эргли, 1923), В. Олаву (Рига, 1927). Скульптурные композиции — «Портрет композитора Я. Залитиса» (1926), «Портрет писателя А. Аустриньша» (1935). 
Принимает участие в работе художественного объединения «Садарбс» (1934—1939) и Латвийского общества изящных искусств. Создаёт серию памятных медалей к спортивным праздникам и сельскохозяйственным выставкам, проходившим в Латвии.
С  1920 по 1944 год Б. Дзенис работал директором и председателем закупочной ком иссии Рижского городского художественного музея.
C 1922 по 1944 год — Буркард Дзенис руководил мастерской декоративно-прикладного искусства Латвийской академии художеств. В 1937 году присвоено звание профессора.

### Эмиграция
В 1944 году эмигрировал в Германию, в 1950 году переехал на постоянное место жительства в США.
Умер 17 августа 1966 года в Дейтоне.

## Награды
Награждён Латвийским орденом Трёх звёзд III степени (1938), Французским орденом Академических пальм (1926), Шведским орденом Васы (1928), Норвежским орденом Святого Олава (1935), Бельгийским орденом Леопольда II (1935).